# 転生したら剣でした
『転生したら剣でした』（てんせいしたらけんでした）は、棚架ユウによる日本のライトノベル。略称は『転剣』。小説家になろうで2015年9月16日から連載されており、2016年の第4回ネット小説大賞を受賞し、同年7月からGCノベルズ（マイクロマガジン社）より書籍版が刊行されている。イラストはるろお。2024年10月時点で電子版を含めたシリーズ累計部数は380万部を突破している。
メディアミックスとして、丸山朝ヲが作画を担当するコミカライズが『デンシバーズ』（幻冬舎コミックス）にて2016年12月から連載開始され、現在は『デンシバーズ』を改称した『comicブースト』にて連載中。スピンオフとして、いのうえひなこが作画を担当する『転生したら剣でした Another Wish』が『コミックライド』（マイクロマガジン社）にて2020年6月号から2023年1月号まで連載された。アナザーストーリーとして、タヌシモンが作画を担当する『転生したら剣でした Rev:黒猫が最強の剣とレベルアップ』が『ピッコマ』（カカオピッコマ）にて2024年5月12日から2025年2月13日まで連載。テレビアニメが製作されており、第1期は2022年10月から12月まで放送され、第2期は2026年に放送予定。

## あらすじ
気が付けば人間ではなく剣として異世界に転生していた主人公。魔物を倒していたが地面に剣を挿したところ、動けなくなった。その後一人の猫獣耳少女・フランとの出会いが、剣と彼女の人生を変えていく。

## 登場人物
声の項は特記が無い限りテレビアニメ版の声優。

### 師匠・フラン一行
師匠（ししょう）
声 - 三木眞一郎 / 日野聡（ドラマCD）
本作の主人公。交通事故により死亡し剣に転生した元人間の男性。転生した剣には小さな顔が有り頭の上に取手、顔の下に切先が有る。前世での名前など詳細は不明。師匠という呼び名はフランが付けた。「師匠」という名前であるため、彼が会話できることを知っている人物は師弟関係と関係無く全員「師匠」と呼ぶ。
『知性を持つ武器（インテリジェンス・ウェポン）』として【魔狼の平原】に転生した当初より幾つかのスキルを保有し、更に倒した魔物の魔石を斬り砕くことにより、その魔物のスキル又は特性を喰らうことが出来る。転生直後から《念動》によって装備者無しで自由に飛び回る事や物を浮かすが可能で、いつの日か美少女剣士に自分を使ってもらうことを夢見て多くの魔物を倒しスキルを獲得する日々を送っていた。更に自分の力で自由自在に宙に浮いたり物を浮かせて料理を作ったり透明な腕を出す事も出来、それで物を掴む事も可能。しかしそんな折、不用意に降り立った地が魔力を吸収する特殊地帯であったため、自力での脱出が不可能となってしまう。自暴自棄、茫然自失に陥りかけていたとき、魔物に襲われ逃げてきたフランと出会う。
自分を抜いてくれた彼女に多大な恩を感じ、フランの主であった奴隷商人を殺害し、奴隷の身分から解放する。弱者として侮蔑の烙印を押された黒猫族であるフランの境遇に涙し、彼女を進化させ一人前の冒険者に育てることに尽力を誓う。フランのことは娘のように可愛がっており、この娘のためにこの世界に来たと確信している。
ほぼ万能と呼べるほどのスキルを備えており、中でも有益なスキルにポイントを振り、一部スキルは上位スキルとしてスペリオル化している。戦闘、戦闘補助系スキルの他、日常生活系スキルも高レベルを誇っているため料理の腕は達人級。フランの異世界ではカレーが無存在で後にカレーの第一人者として語られるほどで特にフランがカレーの虜になった。他にもカレーパンやカツ丼など様々な料理を広めた
フラン
声 - 加隈亜衣 / 水瀬いのり（ドラマCD）
本作のメインヒロイン。元奴隷の黒猫族の少女。寡黙で大食らい。風呂好き。師匠の装備者。12歳。魔剣士。ランクG→D。LV3→26。
強さを求め種族の進化の手がかりを得るため、父母と共に旅をしていたが、その最中に両親が他界し天涯孤独の身で旅を続けるも、奴隷商人の手に落ちてしまう。約四年の月日を自由を奪われて過ごす。
町への奴隷の輸送中に枯渇の森で、ツインヘッド・ベアの襲撃に遭い、護衛や他の奴隷が蹂躙される中で生き延びようと、逃げた先で、以降師匠と呼ぶ剣と出逢う。師匠を地面から引き抜き魔物を瞬殺し、生き残った奴隷商人は師匠の怒りを買い殺害される。それにより奴隷契約が無効となり、フランは晴れて自由の身となった。
師匠を装備することで師匠の持つスキルを共有し使用することが可能で、これにより魔法、スキルの発動の際、師匠が使用するものとフランが使用するものと、一度に二度の攻撃が可能となっている。底上げされた身体能力や高レベルの技、高威力の魔法を駆使し、距離を構わず戦うスタイルを執っている。しかしそれに胡座をかくことは決してなく、借り物の力を使いこなせるようになりたいと、場数を踏んで強くなることを望んでいる。
口数は少ないが感情が希薄なわけではなく、むしろ敵意や悪意には敏感であり、刃を向けられたり黒猫族を侮蔑された際には容赦なく制裁を下す様も多く見られる。また自分を救ってくれた師匠には全幅の信頼を置いているため、彼を蔑ろにする発言にも過剰に反応する。子供故か若干滑舌が悪かったり、聞き間違えて言い間違えたり、時にはオーギュストの様な悪党に対し「ザコ副団長」と言う等、口が悪い様子を見せる。
好物は主に肉だが、師匠が作ったカレーを食べて以来すっかりカレーの虜になり、師匠から「甘口、中辛、辛口のどれが1番美味しい？」と質問されても「全部美味しい」と返答し、1番好きな味を選べないほど。
ウルシ
声 - 後藤ヒロキ
魔狼。フランの危機に師匠の眷属召喚により召喚された従魔。オス。事実上フランの弟弟子となる。
元は暗黒、毒、死霊の属性を操るユニーク個体のオニキスウルフという種族であったが、ウルシという名を付けられたことによりダークネスウルフへと進化した。辛い食べ物が好き。
乳牛並みの巨躯だが、町中などでは大型犬サイズで活動する。影の中に潜むことが可能で、隠密や密偵などの役割を果たしている。そして小説13巻でラグナラクウルに進化した。そして10メートル以上の大きさになったり子犬のおおきさになったりできるようになった
アナウンスさん
声 - 藤井ゆきよ
師匠にスキルなどの説明をする声だけの存在。声は女性。師匠から「アナウンスさん」と呼ばれる。漫画第8巻での死霊王との戦闘で、師匠の意識内で姿を現し（顔は天使風で手足は翼）師匠がアナウンスさんと呼ぶ存在は彼女の能力の一部だと明かし、死霊王の突破口として師匠やフランの後衛的なサポートを行った。廃棄神剣ケルビムの能力の名残り。
謎の声（なぞのこえ）／フェンリル
声 - 井上和彦
転生した直後、師匠に語り掛けた謎の声。
その正体は「魔狼の平原」の名前の由来になった魔獣フェンリルの精神。師匠の剣本体に封じられている。

### クランゼル王国

#### 城塞都市アレッサ

##### ギルド
ネル
声 - 大久保瑠美
アレッサ冒険者ギルドの受付嬢。清楚で人当たりがいい反面、粗暴かつ下卑た者に対しては内心で辛辣な物言いをしている毒舌家の一面を持っている。
フランのことは冒険者登録の際のひと悶着を経て贔屓にしており、十柱の神々の話を聞かせたのも彼女である。
ドナドロンド
声 - 稲田徹
鬼人族。46歳。ランクC。LV38。アレッサ冒険者ギルドの試験官で大戦士。フランの冒険者登録の試験官を担当し、剣技と魔術の高速戦闘に圧倒され合格を言い渡した。
心根が優しく面倒見がいいものの、ふとしたことで威圧スキルを放ってしまうほどの迫力の持ち主。
クリムト
声 - 羽多野渉
ウッドエルフ。136歳。LV67。アレッサ冒険者ギルドのギルドマスターで大精霊使い。師匠の存在を知らないこともあって、精霊に監視させるなどして年齢不相応な能力を持つフランを注視している。
フリーオン
声 - 北沢洋
ギルド調査員のウッドエルフ。クリムトの甥。精霊使い。49歳。LV27。メンバー全員がランクEのパーティ「樹海の目」のリーダー。フランを監視するため、迷宮「蜘蛛の巣」調査にパーティ昇格試験の名目で参加した。
心精タルゥア
声 - 木村雅史
フクロウの姿をしたフリーオンの守護精霊の従魔。人と会話ができる。「蜘蛛の巣」でフランを監視し、クリムトとフリーオンに口頭で報告した。

##### 冒険者
アマンダ
声 - 小清水亜美
ハーフエルフ。58歳。ランクA。LV70。嵐闘士。「鬼子母神」の異名を持つアレッサ冒険者ギルドのエース。「子供の守護者」という称号を持ち、子供にはダダ甘な一面を持つ女性。アレッサで孤児院の運営もしている。
鞭と暴風魔術を併用する戦闘スタイルを執っている。個人でありながら「戦略兵器級」の実力の持ち主で、豊かな資源を生み出す迷宮を持つアレッサを狙う他国に対する牽制役でもあり、ギルド指名のクエストでもなければ、アレッサを離れることが出来ない立場にある。
フランのことを非常に気に入り、自分を「ママ」と呼んで貰おうと奮闘し、戦い方やスキルについての基礎知識を授けたりしている。幼いながらに自分に肉薄するかのようなフランの実力に感心すれど、模擬戦ではほぼ完封と言える結果で勝利を収めている。
ダンジョン探索中、フランの危機的状況により、師匠自ら正体を明かしている。師匠がインテリジェンス・ウェポンであることを知る人物の一人。
フランの両親（父キナン〈声 - 新祐樹〉と母フラメア〈声 - 三森すずこ〉）はアマンダの孤児院出身で、黒猫族が進化する術を求めて孤児院から旅立っていた。フランは赤ん坊のころに両親に連れられてアマンダに会っている。
Another Wishの平行世界ではアマンダ王女で、第4王子ハミル（本性は外道）の婚約者。
ユースタス
声 - 塩見宗真
ランクGの駆け出し冒険者。奥まで足を延ばそうと提案したことで、ゴブリンの群れに襲われ仲間を危険にさらしてしまい、偶然近くにいたフランに助けられる。救ってくれたフランに感謝しゴブリン狂行軍（スタンビート）が起こる前兆の危険性をギルドに報告した。
クラール
声 - 内野孝聡
ランクGの駆け出し冒険者。ユースタスの仲間。
リリー
声 - 佐藤恵
ランクGの駆け出し冒険者。ユースタスの仲間。
エレペント
声 - 山本祥太
ドワフの戦士。若手冒険者のリーダー的存在で、ゴブリン狂行軍の様子を監視した。ダンジョン攻略ではドナドロンドと行動を共にした。漫画では無名のキャラだっが、アニメで名が明かされた。
クルス・リューゼル
声 - 加瀬康之
瞬剣士。28歳。LV33。パーティ「紺碧の守り手」のリーダー。迷宮「蜘蛛の巣」の調査を行うチームの全体統括役兼試験官。
クラッド
声 - 山口智広
戦士。23歳。LV20。「蜘蛛の巣」調査で昇格試験を受けるパーティ「竜の咆哮」のリーダー。気性が激しくランクDに昇格したフランを快く思わずなにかと彼女に突っかかるが、模擬戦でフランに瞬殺される。迷宮の奥に潜む上位種の魔獣トリックスター・スパイダや蜘蛛の群れに窮地に陥るところをフランとウルシに仲間を救ってくれたことで彼女に感謝し礼を言った。
ゲンネル
声 - 宮下栄治
「竜の咆哮」パーティメンバー。蜘蛛の猛毒にかかり毒消しが効かなかったが、フランの回復魔術で助かる。

##### その他
ガルス
声 - 辻親八
ドワーフの男性。82歳。LV33。魔法鍛冶師。武器限定で隠蔽を無視して鑑定を行う事ができる「神眼」というエクストラスキルを持っており、フランの持つ師匠が「知性ある武器（インテリジェンスウェポン）」と気付く。
好奇心から声をかけたのをきっかけに2人を気に入り、注文者の死亡で宙に浮いていた注文装備品を格安で譲り、師匠から託された素材でフランの専用装備「黒猫シリーズ」を製作した。名誉鍛冶職人
ルーファス
声 - 真木駿一
雑貨屋「サーベルタイガー」の店主。中年太りした男性。41歳。LV30。孤児院の卒院生で、元冒険者。称号はジャイアントスレイヤー。漫画は5巻から登場だが、アニメは早くから登場している。
雑貨屋を経営しているのだが、よく武器屋に間違われるのが悩み。
シャルロッテ
戦舞士。孤児院の卒院生で、孤児院の手伝いをしている心優しい女性。16歳。
ランデル
声 - 手塚ヒロミチ
商人。アレッサの街に向かう途中ゴブリンに襲われていたところフランに助けられ護衛を兼ねてお礼に街までフランを馬車にのせてあげた。フランに魔獣の脅威ランクや冒険者ランクを教えた。
アルメス伯
オーギュストの父親。息子と違って真面目な紳士。王族に無礼を働いた息子に激怒し軟禁したが、金を盗まれ脱走されたことで、ギルドに息子の拘束依頼をした。
オーギュスト・アルサンド
声 - 青山穣
アルメス伯の息子。子爵。地位を金で買ったアレッサ騎士団の副長。戦士。29歳。LV30。世間には冒険者嫌いで知られている。
他人の嘘を見抜き、自身の嘘をバレにくくする「虚言の理」という固有スキルを持っており、これで罪をでっち上げて気に入らない者を捕らえる、ということを繰り返していた。
ゴブリンスタンピードの際援軍を要請されるが、冒険者を嫌って拒否。その後、フランが単独で上級悪魔を仕留めて得られた魔石や素材を奪うために、ギルマスにフランが嘘をついていると突っかかり騎士団にフラン引き渡しと魔石や素材の没収を要求するが、ギルマスに援軍の要請を拒否していたことから怪しいと見抜かれ断られる。この時師匠のスキルテイカーで虚言の理が奪われ、嘘を付けなくなってしまう。更にこの時同時に宮廷儀礼に関するスキルを奪われたことで下品な振舞いをするようになってしまい、後に王族に無礼を働いたことで父親から怒りを買い軟禁されていたが、隙を見て金を持ち出し脱走した。
その後スキルを奪われたことを、自身は不死族（アンデッド）の呪いにかかり元凶はフランにある、と思い込んでフランを逆恨みしギュランと共謀するが、アルメス伯から依頼を受けたギルマスに捕縛される。
その後の取り調べで迷宮の利権をギルドから奪うためレイドス王国と内通していることが分かった。
ウルス
アレッサ騎士団の団長。副長と違って正義感が強い。
ギュラン
声 - 白鳥哲
青猫族。ハリボテの千人斬りで、自分よりLVの高い相手を見抜ける強者察知のスキルを持っている。何百年も昔に黒猫族を騙して最低の身分にして、黒猫族を狙って闇商人に売り続けていた一族の末裔。黒猫族を闇商人に売り逆らった者は殺害するなどの悪行を知ったフランの怒りを買い体をバラバラに切断され命乞いするもフランに息の根を止められる。遺体は素材として師匠の次元収納に収められた。
ランジェリーショップのお姉さん（本名不明）
ランジェリーショップを経営している女性。
街を散策中のフランの「下着はいらない」という発言を店先で聞きつけ、自分のランジェリーショップにフランを招き入れ、下着を売った。

#### 死霊術研究所
ジャン・ドゥービー
声 - 内田雄馬
魔族。49歳。ランクB。LV45。冥導師。かつて起こった戦争では戦死した敵兵までアンデッドにして作り上げた大軍を率い、畏怖を以って「皆殺（みなごろし）」の異名を取る。豪放磊落かつ理知的な性格の探求家。
アレッサからはそこそこ距離のある土地に住む死霊術師。実力的にはAランクに匹敵するため、アマンダがアレッサを空ける際には半ば強引に代理を任せられている。「魂魄眼」というユニークスキルを持ち、ガルスに続いて師匠の正体を見抜いた。
ベルナルド
ジャンに従うスケルトン。あくまで小間使いとして造られており、威圧している訳でもないフランに降参する臆病な性格である。
セルカン
罠を解くのにジャンが召喚した死霊の従魔。LV14。罠解除スキルを持っている。
ステファン
ジャンの下部で、元死霊王の従魔「死霊喰らい」。迷宮を彷徨うだけであったがステファン「飛霊（レイズ）」を吸収したことでステファンと融合し今の姿に至った。フレンドリーな性格。

#### 港町ダース
モッジ
ダースの冒険者ギルドの受付係。鉢巻を巻いているマッチョなおっさん。

#### 大商都バルボラ
レンギル
フルトとサティア、フィリアース王国一行が搭乗した船の船長。グランゼル王国で1、2を争うルシール商会のバルボラにある本店に所属している。シードラン海国のドワイトに適当な罪で捕まる。
メッキャム
バルボラ料理ギルドの幹部。気難しそうな眼光が鋭い老人。料理を試食して料理ギルド登録の審査をする。
コルベルト
38歳。ランクB。LV41。鋼拳士。異名は「鉄爪」という格闘家。デミトリス流という格闘流派の高弟。食べることも好きで、艦砕マグロの肉が欲しくてフランに接触した。
ガムド
ドワーフ。バルボラ冒険者ギルドマスター。「竜墜」の異名を持つ元ランクA冒険者。現役の時は、エイワース、ディアス、フェルムスと「竜殺団」というパーティを組んでいた。
フェルムス
「竜狩り」の異名を持つ元ランクA冒険者で「竜殺団」元メンバー。現在はバルボラのレストラン竜膳屋のオーナーシェフ。
フォールンド・アーノンクール
「百剣」という異名を持つランクA冒険者。エクストラスキル「剣神の寵愛」を所持する。触れたことがある魔剣のコピーを作り出し、同時に多数の魔剣を操作しながら戦える。

##### ランクDパーティ「緋の乙女」
WEB版と漫画版で登場の経緯が異なる。
ジュディス
「緋の乙女」のリーダー。20歳。戦士。Lv21。
マイア
赤犬族。19歳。斥候。Lv23。
リディア
人間。18歳。魔術師。Lv20。

#### 迷宮都市ウルムット
ディアス
ウルムット冒険者ギルドマスター。71歳。ランクA。LV76。幻奇術士。異名「竜転」。白髪、白髭の貴族風の伊達男。「竜殺団」の元メンバー。
エルザ
本名はバルディッシュ。47歳。ランクB。LV50。金剛闘士。

### フィリアース王国
フルト・フィリアース
港町ダースの港湾区で、闇奴隷商人に捕まっていた双子の兄。フィリアース王国の王子で、王位継承者の一人。後に妹や王国関係者がドワイトに適当な罪で捕まる。
幼いころに妹と一緒に悪魔を呼び出す儀式で、エスカレートし互いの体に短剣で突き刺す危険な行為を行なっていたが、妹も同様にその日の記憶は失っていた。
竜魔公爵ブネ
フルトの従魔。フルトが幼いころから付いていた悪魔で、主の命の危機に姿を現した神剣の悪魔（ディアボロスのデーモン）の一柱。
サティア・フィリアース
港町ダースの港湾区で、闇奴隷商人に捕まっていた双子の妹。フィリアース王国の王女で、王位継承者の一人。フランの野性的な匂いが好き。
毒霧の貴婦
サティアの従魔。サティアが幼いころから付いていた悪魔で、主の命の危機に姿を現した神剣の悪魔の一柱。
サルート・オーランディ
フルトとサティアの護衛を司る騎士。55歳。闇騎士。LV31。
実はレイドス王国の西征公爵家よりフィリアース王国に潜り込んだスパイで、神剣の悪魔の力を奪う機会を窺っていた。
セリド
フルトとサティアに使える侍従。王家で教育された「悪魔の拷問」で、悪魔持ち。
王族以外の者は信用してなく自己中心的な行動が目立つ。初対面のフランに小汚い冒険者と罵りフルトやサティアを怒らせても聞く耳持たず暴言を吐いた。また、サルートも信用してない。ヴァルーザに、片腕切断され海に落とされるが、生き延びフルトたちと合流する。

### シードラン海国
セリメア・ヴェルメリオ・シードラン
シードラン海国の第一王女。ミリアムの姉。姉妹同様、兄のスアレスへの抵抗を続けている。
ミリアム・シードラン
セリメアの妹。予闘士。20歳。フランやフィリアース王国関係者を牢から逃がすために現れた女性。
妾腹の生まれで、王位とは程遠い存在のため姉の剣となり補佐するため戦士団に所属している。幼いころは喧嘩早くヤンチャで、姉から昔の話されると恥ずかしくなり顔を赤らめる。称号は王女で、強者察知のスキルを持っている。
カーラ
ミリアムの部下。女性。
バイク
ミリアムの部下。ミリタリ風の装備を着ている男性。緑色が好き。
ヨース
フィリアースの兵士。サルートの部下。フィリアースの王族の救出にミリアムたちとチームを組むが、待ち構えていたヴァルーザに殺害される。

#### 敵対勢力
スアレス
シードラン海国の国王。民を苦しめる暴君。セリメアとミリアムの兄で、姉妹に嫌われている。
ユリウス将軍
スアレスの叔父にして側近。グラディオの父親。
グラディオ
ユリウスの息子。ミリアムの従兄。ミリアムが幼いころに強姦未遂を犯し、執拗な行動が今もなお続き、強姦を企てようとするゲス野郎。
ドワイト
シードラン海国軍の提督で、スアレスの腹心。奴隷落ちにして売るためにレンギルや船員たち、フィリアース王国関係者を適当な罪で捕らえ、逆らう者はヴァルーザに切り捨てるように命じた。王女たちの件で、逆らったスラムの子供たちを皆殺ししようとしたためフランの怒りを買い、胴体真っ二つに切り裂かれ死亡する。
ヴァルーザ
シードラン海国の竜牙騎士団団長。閃剣士。通称「黒牙のヴァルーザ」。LV45。称号は戦士長、殺人者。
神級鍛冶師の弟子が鍛造した魔力喰いの力を持つ魔剣「魔魂喰い」の使い手。
己の渇きを満たすために殺戮を好むが、フランに会ってからはフランを気に入り一騎打ちの殺し合いを望んでる。最期は余計な殺しは行わずフランと剣を交えたことで満足し息絶えた。
ガルーディ
レイドス王国の使者。配下に青猫族を率いている。称号は快楽殺人者、闇奴隷商人。

### 獣人国
メア / ネメア・ナラシンハ
赤猫族・金火獅。獣人国の王女。白い髪と赤い目を持つアルビノ。『金火獅』に進化できる。武者修行中で、お付きのメイドのクイナが同行している。
クイナ
灰獏族・夢幻獏。獣人国の宮廷メイドでメアのお付き。メアのことはお嬢様と呼ぶ。LV49。冒険者ならばランクA相当の実力者。

## 既刊一覧

### 小説
- 棚架ユウ（著）・るろお（イラスト） 『転生したら剣でした』 マイクロマガジン社〈GCノベルズ〉、既刊19巻（2025年3月31日現在）
  1. 2016年7月30日発売[18]、ISBN 978-4-89637-574-9
  2. 2016年12月26日発売[19]、ISBN 978-4-89637-608-1
  3. 2017年6月30日発売[20]、ISBN 978-4-89637-639-5
  4. 2017年11月24日発売[21]、ISBN 978-4-89637-670-8
  5. 2018年5月30日発売[22]、ISBN 978-4-89637-750-7
    - ドラマCD付限定版、ISBN 978-4-89637-751-4

  6. 2018年10月30日発売[23]、ISBN 978-4-89637-826-9
  7. 2019年3月29日発売[24]、ISBN 978-4-89637-863-4
  8. 2019年9月28日発売[25]、ISBN 978-4-89637-924-2
  9. 2020年3月30日発売[26]、ISBN 978-4-89637-924-2
  10. 2020年9月30日発売[27]、ISBN 978-4-86716-057-2
  11. 2021年3月31日発売[28]、ISBN 978-4-86716-124-1
  12. 2021年9月24日発売[29]、ISBN 978-4-86716-189-0
  13. 2022年3月30日発売[30]、ISBN 978-4-86716-269-9
  14. 2022年9月30日発売[31]、ISBN 978-4-86716-340-5
  15. 2023年3月30日発売[32]、ISBN 978-4-86716-408-2
  16. 2023年9月29日発売[33]、ISBN 978-4-86716-476-1
  17. 2024年3月29日発売[34]、ISBN 978-4-86716-554-6
  18. 2024年9月30日発売[35]、ISBN 978-4-86716-637-6
  19. 2025年3月31日発売[36]、ISBN 978-4-86716-739-7

### 漫画
- 棚架ユウ（原作）・るろお（キャラクター原案）・丸山朝ヲ（作画） 『転生したら剣でした』 幻冬舎〈幻冬舎コミックス〉、既刊17巻（2025年3月24日現在）
  1. 2017年4月24日第1刷発行（同日発売[37][38]）、ISBN 978-4-344-83975-5
  2. 2017年11月24日第1刷発行（同日発売[39][40]）、ISBN 978-4-344-84097-3
  3. 2018年3月24日第1刷発行（同日発売[41]）、ISBN 978-4-344-84178-9
  4. 2018年9月24日第1刷発行（9月21日発売[42]）、ISBN 978-4-344-84303-5
  5. 2019年3月24日第1刷発行（3月22日発売[43]）、ISBN 978-4-344-84417-9
  6. 2019年9月24日第1刷発行（同日発売[44]）、ISBN 978-4-344-84507-7
    - 『小冊子つき特装版』同日発売[45]、ISBN 978-4-344-84508-4

  7. 2020年3月24日第1刷発行（同日発売[46]）、ISBN 978-4-344-84623-4
  8. 2020年9月24日第1刷発行（同日発売[47]）、ISBN 978-4-344-84706-4
  9. 2021年3月24日第1刷発行（同日発売[48]）、ISBN 978-4-344-84823-8
  10. 2021年9月24日第1刷発行（同日発売[49]）、ISBN 978-4-344-84893-1
    - 『アクリルフィギュア付限定版』同日発売[50]、ISBN 978-4-344-84894-8

  11. 2022年3月24日第1刷発行（3月30日発売[51]）、ISBN 978-4-344-85007-1
    - 『小冊子つき特装版』同日発売[52]、ISBN 978-4-344-85008-8

  12. 2022年9月24日第1刷発行（同日発売[53]）、ISBN 978-4-344-85107-8
    - 『ミニ画集つき特装版』同日発売[54]、ISBN 978-4-344-85108-5

  13. 2023年3月24日第1刷発行（同日発売[55]）、ISBN 978-4-344-85198-6
  14. 2023年9月24日第1刷発行（9月22日発売[56]）、ISBN 978-4-344-85298-3
  15. 2024年3月23日発売[57]、ISBN 978-4-344-85386-7
  16. 2024年9月24日発売[58]、ISBN 978-4-344-85464-2
  17. 2025年3月24日発売[59]、ISBN 978-4-344-85568-7
- 棚架ユウ（原作）・るろお（キャラクター原案）・いのうえひなこ（作画） 『転生したら剣でした Another Wish』 マイクロマガジン社〈ライドコミックス〉、全6巻
  1. 2020年9月30日発売[60][5]、ISBN 978-4-86716-060-2
  2. 2021年3月27日発売[61]、ISBN 978-4-86716-120-3
  3. 2021年9月24日発売[62]、ISBN 978-4-86716-187-6
  4. 2022年3月31日発売[63]、ISBN 978-4-86716-266-8
  5. 2022年9月29日発売[64]、ISBN 978-4-86716-337-5
  6. 2023年3月31日発売[65]、ISBN 978-4-86716-404-4

## テレビアニメ
2021年9月にテレビアニメ化が発表され、第1期が2022年10月から12月までTOKYO MXほかにて放送された。第2期は第1期最終話放送後に制作が発表され、2026年に放送予定。

### スタッフ
|                                  | 第1期 | 第2期        |
| -------------------------------- | --- | ------------ |
| 原作                             | 棚架ユウ | 棚架ユウ     |
| キャラクター原案                 | るろお | るろお       |
| 監督                             | 石平信司 | 石平信司     |
| 助監督                           | 清水一伸 | 未公表       |
| シリーズ構成                     | 永野たかひろ | 永野たかひろ |
| キャラクターデザイン・総作画監督 | 齋藤温子 | 齋藤温子     |
| 師匠デザイン                     | 浅沼信也 | 未公表       |
| モンスターデザイン               | 有澤寛 工藤糸織 桑原良介 | 未公表       |
| アクションディレクター           | 西野武志 | 未公表       |
| キーアニメーター                 | 芳賀亮 | 未公表       |
| 総動画監修                       | 髙橋知也 | 未公表       |
| 色彩設計                         | 高木雅人 | 未公表       |
| 美術監督・設定                   | 佐藤正浩 | 未公表       |
| 美術ボード                       | 永吉幸樹 | 未公表       |
| プロップデザイン                 | 桑原良介 | 未公表       |
| 撮影監督                         | 小野寺正明 | 未公表       |
| 3Dディレクター                   | 大橋敬久 | 未公表       |
| 2Dディレクター                   | 佐々木啓介 | 未公表       |
| 編集                             | 定松剛 | 未公表       |
| 音響監督                         | はたしょう二 | 未公表       |
| 音楽                             | 高梨康治 | 未公表       |
| 音楽ディレクター                 | 豊田みつひろ | 未公表       |
| 音楽制作                         | NBCユニバーサル・エンターテイメント | 未公表       |
| チーフプロデューサー             | 高橋和彰 成田明浩 関戸公人 鈴木寿広 林宏之 菅朗 岡本真理 沈傑 | 未公表       |
| プロデューサー                   | 日野亮 上田晃義 小門知代 神田亮太 松井優子 馮一遅 吉武真太郎 中村玖見 勘田陽 | 未公表       |
| アニメーションプロデューサー     | 島田洋輔 | 未公表       |
| アニメーション制作               | C2C | C2C          |
| 製作                             | 転剣製作委員会（NBCユニバーサル・エンターテイメント、グリーエンターテインメント、マイクロマガジン社、ジェイアール東日本企画、BS朝日、盛趣遊戯、日活、マイクロハウス、幻冬舎コミックス） | 未公表       |

### 主題歌
「転生したら剣でした」
岸田教団&THE明星ロケッツによる第1期オープニングテーマ。作詞・作曲は岸田、編曲は岸田教団&THE明星ロケッツ。
「more＜STRONGLY」
黒崎真音による第1期エンディングテーマ。作詞は黒崎、作曲はa2c、編曲はMintJam。

### 各話リスト
| 第1話  | モフ耳が出会ったのは剣でした         | 石平信司 | 清水一伸     | 壽恵理子                                                                                       | 齋藤温子              | 2022年 10月5日 |
| 第2話  | 冒険者ギルドに行ったら鬼試験官でした | 石平信司 | 辻橋綾佳     | 工藤糸織 諸葛子敬 宇佐美翔平 TripleA                                                           | 齋藤温子              | 10月12日       |
| 第3話  | 魔法鍛冶師は曲者でした               | 大木比呂 | 大木比呂     | 上西麻耶 久保奈都美 牙威格斗                                                                   | 小美野雅彦            | 10月19日       |
| 第4話  | ゴブリンスタンピードはオオゴトでした | 宇和野歩 | 宇和野歩     | 羽野広範 臼田美夫 𠮷田肇 スタジオレオ                                                          | 齋藤温子              | 10月26日       |
| 第5話  | ダンジョンデビューは無双でした       | 石平信司 | 不来方夕莉   | 浜津武広 外山陽介                                                                              | 重国浩子              | 11月2日        |
| 第6話  | 上級悪魔はチートでした               | 石平信司 | 池下博紀     | 壽恵理子 宇佐美翔平 清水博幸 上西麻耶 久保奈都美 永野孝明 諸葛子敬 王猛 無錫櫻花アニメーション | 清水空翔              | 11月9日        |
| 第7話  | 騎士団副団長はヤな奴でした           | 石平信司 | 水野健太郎   | 飯飼一幸 濱口獏 外山陽介 佐々木美穂 伊藤真奈美 EN.studio                                       | 浜津武広              | 11月16日       |
| 第8話  | 青猫族は仇敵でした                   | 大木比呂 | 大木比呂     | 吉田巧介 工藤糸織 無錫櫻花アニメーション 大木比呂                                              | 吉田巧介              | 11月23日       |
| 第9話  | ランクA冒険者はバケモノでした        | 西野武志 | 西野武志     | 宮暁秀 工藤糸織 永野孝明 上西麻耶 二宮奈那子 牙威格斗 諸葛子敬 無錫櫻花アニメーション          | 細川修平              | 11月30日       |
| 第10話 | 蜘蛛のトラップは反則でした           | 石平信司 | 宇和野歩     | 宇佐美翔平 久保奈都美 壽恵理子 沼田広 TripleA 無錫櫻花アニメーション                           | 齋藤温子              | 12月7日        |
| 第11話 | 召喚したら魔狼でした                 | 石平信司 | うえだしげる | 小林多加志 佐々木敏子 水谷麻美子 加藤初重 竹谷今日子 成元鎔 趙雅羅                             | 吉田巧介              | 12月14日       |
| 第12話 | 旅立つフランはワクワクでした         | 石平信司 | 清水一伸     | 牙威格斗 宮暁秀 諸葛子敬 宇佐美翔平 工藤糸織 大木比呂 永野孝明 無錫櫻花アニメーション          | 齋藤温子 吉田巧介 sai | 12月21日       |

### 放送局
| 放送期間                 | 放送時間                     | 放送局         | 対象地域   | 備考                                   |
| ------------------------ | ---------------------------- | -------------- | ---------- | -------------------------------------- |
| 2022年10月5日 - 12月21日 | 水曜 23:00 - 23:30           | TOKYO MX       | 東京都     |                                        |
| 2022年10月6日 - 12月22日 | 木曜 2:14 - 2:44（水曜深夜） | 朝日放送テレビ | 近畿広域圏 | 『水曜アニメ〈水もん〉』第1部          |
| 2022年10月7日 - 12月23日 | 金曜 21:00 - 21:30           | AT-X           | 日本全域   | CS放送 / 字幕放送 / リピート放送あり   |
|                          | 金曜 23:00 - 23:30           | BS朝日         | 日本全域   | 製作参加 / BS/BS4K放送 / 『アニメA』枠 |

インターネットでは、第1期が2022年9月28日より毎週水曜23時30分からABEMAにて地上波1週間先行、独占配信された。

### ショートボイスドラマ
2022年10月5日にABEMA限定でショートボイスドラマを配信。ボイスドラマで使用しているイラストは9月25日に放送された『NBCUniversal Anime×Music 30周年 24時間テレビ「転剣パート」』にて齋藤温子が描き下ろしたもの。

### Webラジオ
転生したら剣でした 師匠、一緒にラジオする
2022年10月6日から同年12月29日まで音泉にて配信されたWebラジオ番組。パーソナリティは師匠役の三木眞一郎とフラン役の加隈亜衣。
超！A&G＋ × ABEMAアニメ Special Radio Program〜「転生したら剣でした」SP〜
2022年11月4日から同年11月25日まで超!A&G+およびABEMAアニメLIVEチャンネルにて配信されたWebラジオ番組。パーソナリティはフラン役の加隈亜衣（11月4日、11日）とアマンダ役の小清水亜美（11月18日、25日）。